# Deconstructed (Kesha)
Deconstructed è il secondo extended play (EP) della artista americana Kesha, pubblicato sotto forma di disco bonus incluso nell'edizione fan dell'album Warrior acquistabile solo sul sito della cantautrice ed esclusivamente negli Stati Uniti. Il disco contiene cinque canzoni acustiche quattro delle quali scritte da lei.

## Contesto e sviluppo
La versione acustica di Die Young è stata descritta come una forma di relax pop-psichedelico, scatenando polemiche tra YouTube, Twitter, e il sito web di Kesha. Inoltre è inclusa la canzone techno-based Blow, una cover della ballata country di Dolly Parton Old Flames Can't Hold a Candle to You e Supernatural, dal secondo album di Kesha, Warrior.
La versione acustica di Supernatural è stata pubblicata a seguito della caccia al tesoro promozionale di Kesha per Warrior sul suo sito web il 30 novembre 2012.
Die Young è stata pubblicata attraverso l'account YouTube di Kesha, e sia Old Flames e Supernatural sono stati pubblicati con la caccia al tesoro promozionale sul suo sito web.

## Tracce
1. Old Flames Can't Hold a Candle to You – 3:39 (Pebe Sebert, Hugh Moffatt) – cover di Dolly Parton
2. Blow (acustica) – 3:12 (Kesha Sebert, Klas Åhlund, Lukasz Gottwald, Allan Grigg, Benjamin Levin, Max Martin)
3. The Harold Song (acustica) – 4:55 (Kesha Sebert, Joshua Coleman)
4. Die Young (acustica) – 3:22 (Kesha Sebert, Lukasz Gottwald, Benjamin Levin, Henry Walter, Nate Ruess)
5. Supernatural (acustica) – 4:27 (Kesha Sebert, Lukasz Gottwald, Henry Walter, Benjamin Levin, Max Martin, Nik Kershaw)